# Zooencyrtus acutiventris
Zooencyrtus acutiventris är en stekelart som beskrevs av Girault 1915. Zooencyrtus acutiventris ingår i släktet Zooencyrtus och familjen sköldlussteklar. Inga underarter finns listade i Catalogue of Life.